# Neusteinhof

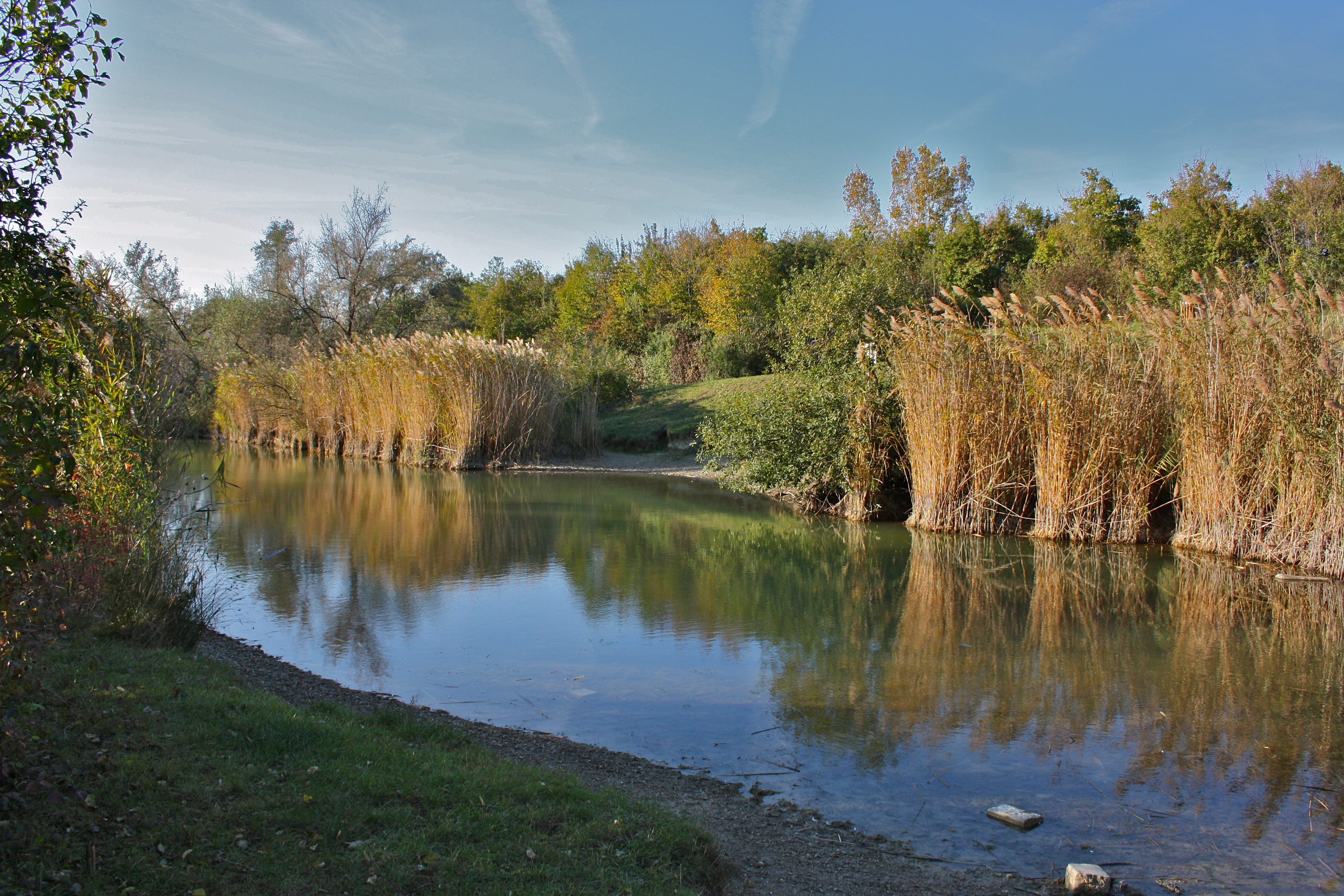
Liesingbach-Überflutungsbecken in Neusteinhof

Neusteinhof ist eine ehemalige Herrschaft und ein Stadtteil Wiens im 23. Gemeindebezirk Liesing. Frühere Bezeichnungen waren Willendorf und Steinhof.

## Geographie
Neusteinhof liegt im Nordwesten des Liesinger Bezirksteils Inzersdorf, an der Grenze zum 10. Gemeindebezirk Favoriten. Das Gebiet gehört zum statistischen Zählbezirk Schwarze Haide. In geologischer Hinsicht wird Neusteinhof wie der südliche Wienerberg zum Pannonium gerechnet. Durch den Stadtteil fließt der Liesingbach, nördlich des Flusses liegt der Schlosssee, südlich davon der Steinsee.

## Geschichte

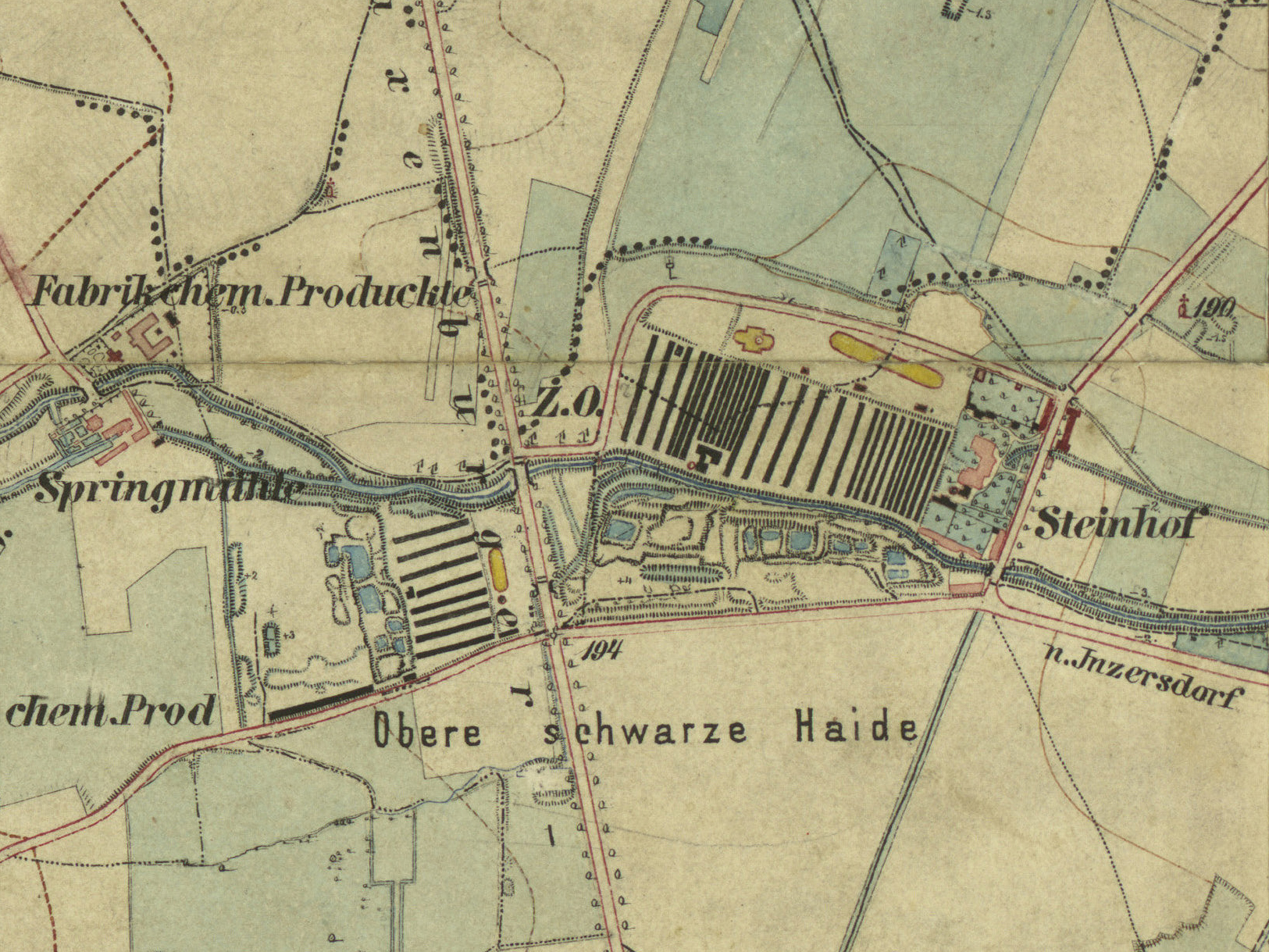
Plan von (Neu-)Steinhof im Jahr 1872

Die Siedlung geht vermutlich auf das 11. Jahrhundert zurück. Die erste urkundliche Erwähnung erfolgte um 1133 als Willendorf. Diesen Namen trug der Ort im gesamten Mittelalter. Am Liesingbach befand sich eine 1276 erwähnte Mühle, die älteste im Gebiet des heutigen Gemeindebezirks Liesing. Im 14. Jahrhundert wurde eine dem Heiligen Wolfgang geweihte Kapelle in Willendorf erstmals erwähnt. Von 1510 bis 1552 war die Universität Wien Inhaber der Herrschaft. Bei der ersten Wiener Türkenbelagerung 1529 wurde Willendorf jedoch völlig zerstört und nicht wieder aufgebaut. Die letzte urkundliche Erwähnung eines „Wildendorfer Felds“ war im Jahr 1693.
Die weiterhin bestehende Herrschaft trug nun den Namen Steinhof, nach einem großen und wirtschaftlich bedeutenden Gutshof, zu dem auch die Wolfgangskapelle gehörte. 1751 kamen die Jesuiten von St. Anna in den Besitz des Steinhofs. 1776, nach Auflösung des Jesuitenordens, wurde Ferdinand Bonaventura II. Anton Graf von Harrach Grundherr. Der Graf von Harrach besaß, wie alle seine Nachfolger als Grundherr, auch die Herrschaft Inzersdorf.

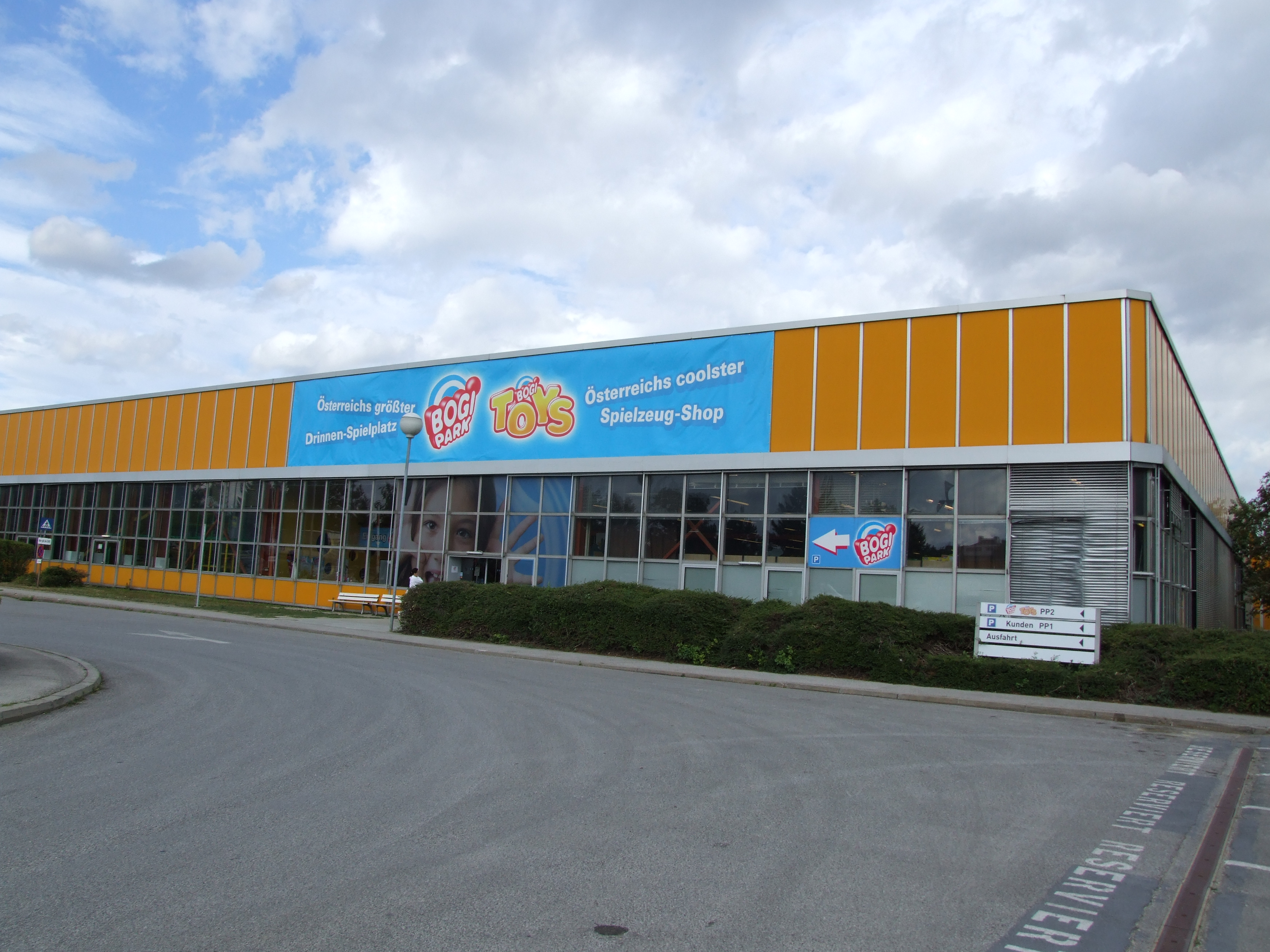
Gebäude im Betriebsgebiet Neusteinhof

1810 brannte das Gut Steinhof völlig aus und wurde als Neusteinhof wiedererrichtet. Die Baumwollspinnerei Drosso-Lago nahm hier ihre Produktion auf. 1833 hatte die Herrschaft knapp über 200 Einwohner. Der letzte Grundherr von Neusteinhof war der Industrielle Alois Miesbach. Nach Aufhebung der Grundherrschaften wurde Neusteinhof 1849 in Inzersdorf eingemeindet. Seit 1852 wurde hier eine große Ziegelei betrieben, von der ein Ringofen noch erhalten ist, die zugehörigen Ziegelgruben sind heute als Ziegelteiche Steinsee und Figurenteich erhalten. 1893 hatte ein Brand schwere Schäden am Gut Neusteinhof hinterlassen. Der spätere Besitzer Julius Frankel verkaufte das Areal schließlich 1924 an die Gemeinde Wien. Inzersdorf hatte durch die Eingemeindung von Inzersdorf-Stadt zu Wien im Jahr 1893 große Gebietsverluste hinnehmen müssen. Als Entschädigung überließ die Gemeinde Wien nach langen Prozessen 1932 Neusteinhof der Gemeinde Inzersdorf. 1938 wurde Neusteinhof mit ganz Inzersdorf zu Wien eingemeindet. Der Gutshof Neusteinhof wurde 1959 abgetragen. In Neusteinhof entstanden in weiterer Folge Gemeindebauten und ein Betriebsgebiet.